# Prefektura Ishikawa
Prefektura Ishikawa (jap. 石川県 Ishikawa-ken) – prefektura w Japonii, w regionie Chūbu. Jej stolicą jest miasto Kanazawa.

## Położenie
Prefektura leży w środkowej części wyspy Honsiu nad Morzem Japońskim. Północna, węższa część prefektury leży na półwyspie Noto, oblewanym od wschodu przez wody zatoki Toyama. Część południowa, szersza i górzysta, rozciąga się wzdłuż wybrzeża, ma 580 km długości. Do prefektury należą m.in. także wyspy: Noto, Mitsuke (wysoka skała u wybrzeża miasta Suzu), Hegura (na północ od krańca półwyspu Noto). Najwyższą górą w prefekturze jest Haku (Haku-san, 2702 m n.p.m.), należąca do łańcucha Ryōhaku, na granicy z prefekturą Toyama, na terenie Parku Narodowego Haku-san.
Na terenie prefektury znajduje się także częściowo Quasi-Park Narodowy Noto-hantō, który obejmuje tereny przybrzeżne półwyspu Noto. Pozostała część parku należy do prefektury Toyama.
Prefektura Ishikawa graniczy z prefekturami: Toyama, Gifu i Fukui.

## Miasta
Miasta prefektury Ishikawa:

- Hakui
- Hakusan
- Kaga
- Kahoku
- Kanazawa (stolica)
- Komatsu
- Nanao
- Nomi
- Suzu
- Wajima

## Historia
W 1871 r., wyniku restauracji Meiji, utworzono prefekturę Ishikawa z terytoriów byłych prowincji: Kaga i Noto.

## Miejsca godne zwiedzenia
- Quasi-Park Narodowy Noto-hantō
- Park Narodowy Hakusan
- Plaża Chiri w Hakui
- Wakura Onsen – miejscowość gorących źródeł (onsen) na wybrzeżu Zachodniej Zatoki Nanao[3]
- Kaga Onsen – zbiorcza nazwa gorących źródeł, położonych na południe od Kanazawy, niedaleko góry Haku, jednej z „trzech najświętszych gór w Japonii” (oprócz gór: Fudżi i Tate). Gorące źródła zostały odkryte ponad 1300 lat temu przez mnichów odwiedzających Haku[4].

## Przemysł
W przeszłości rozwijały się m.in. przemysły maszynowy i tekstylny, a ostatnich latach także przemysł elektroniczny i maszyn precyzyjnych. Oczekuje się, że biznes związany z branżą IT będzie coraz bardziej dynamiczny.

## Galeria

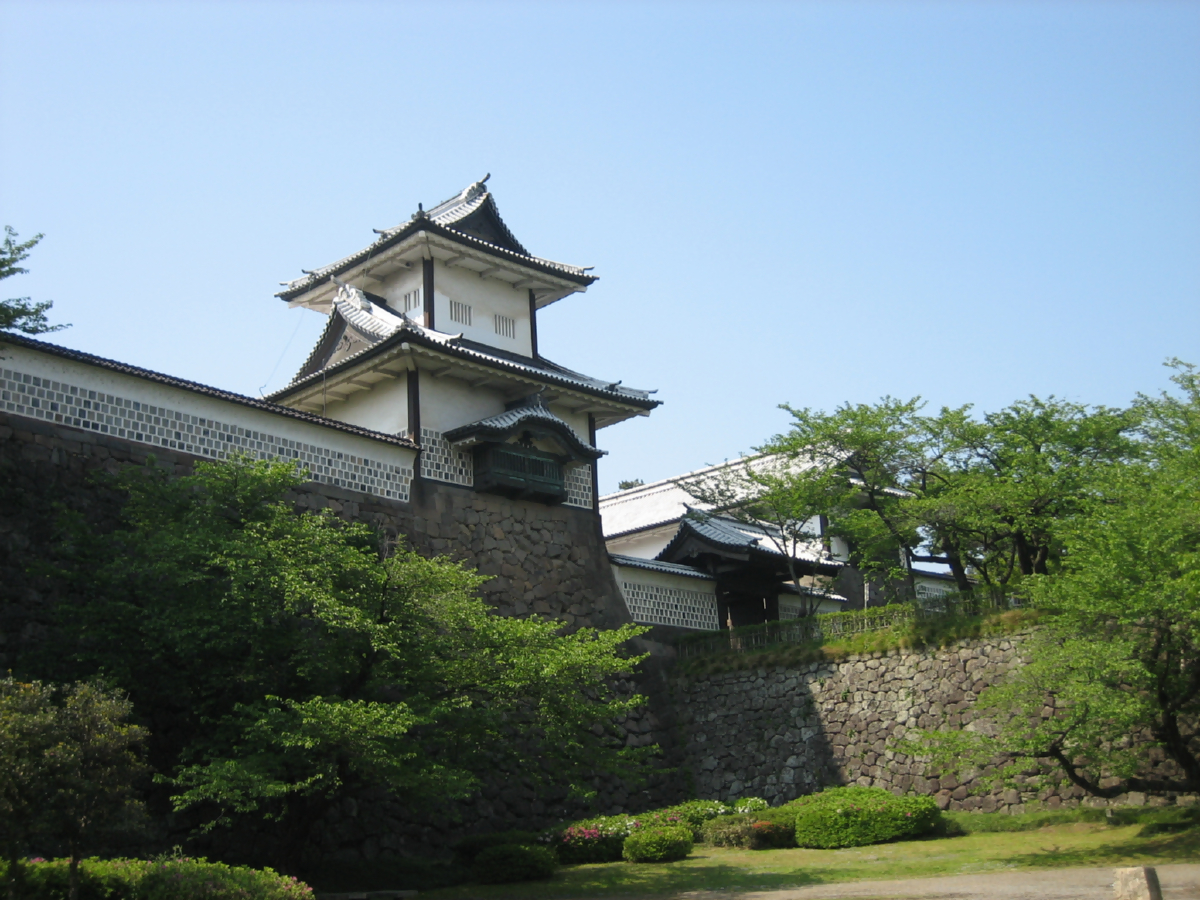
Zamek Kanazawa
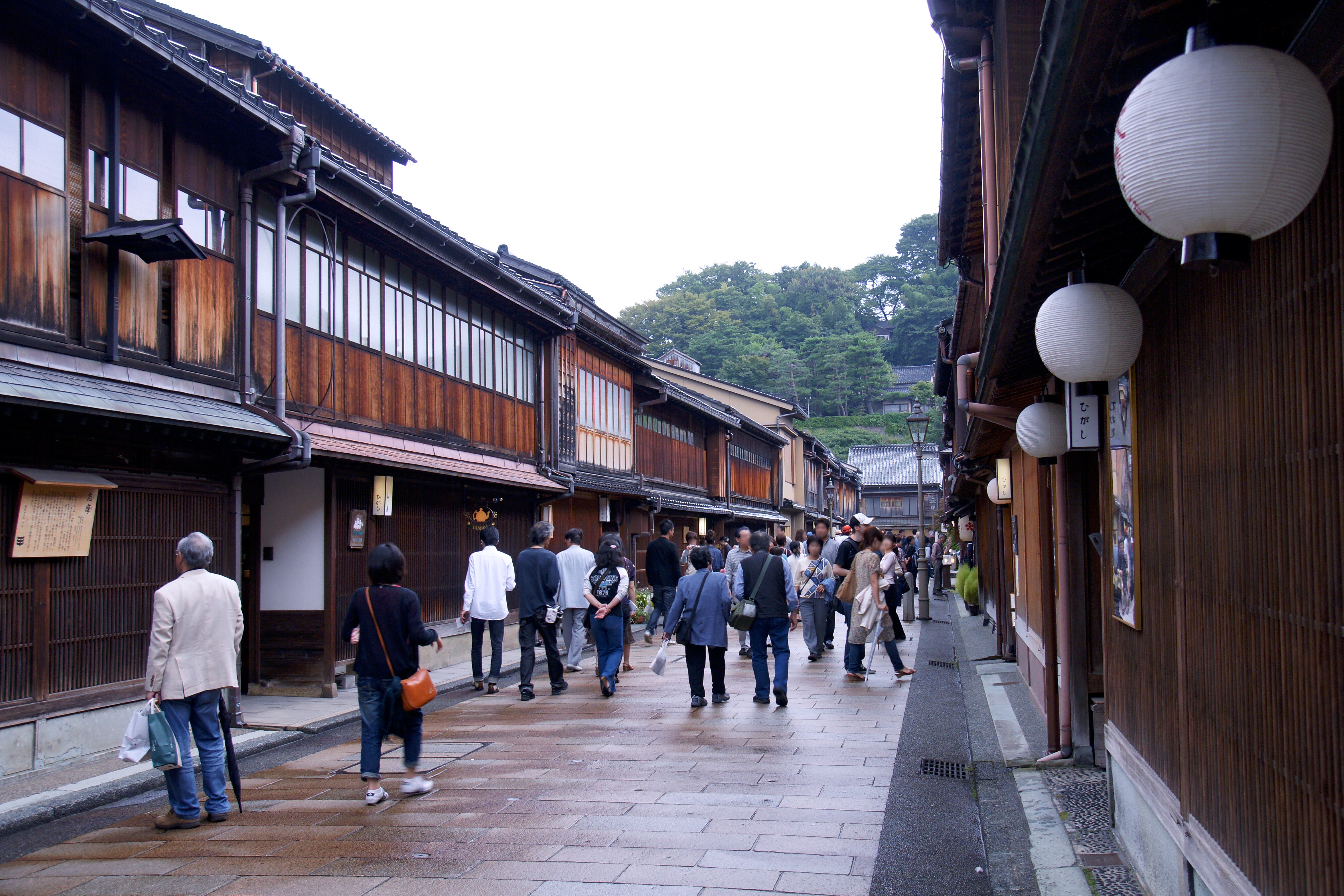
Zabytkowa uliczka w Kanazawa
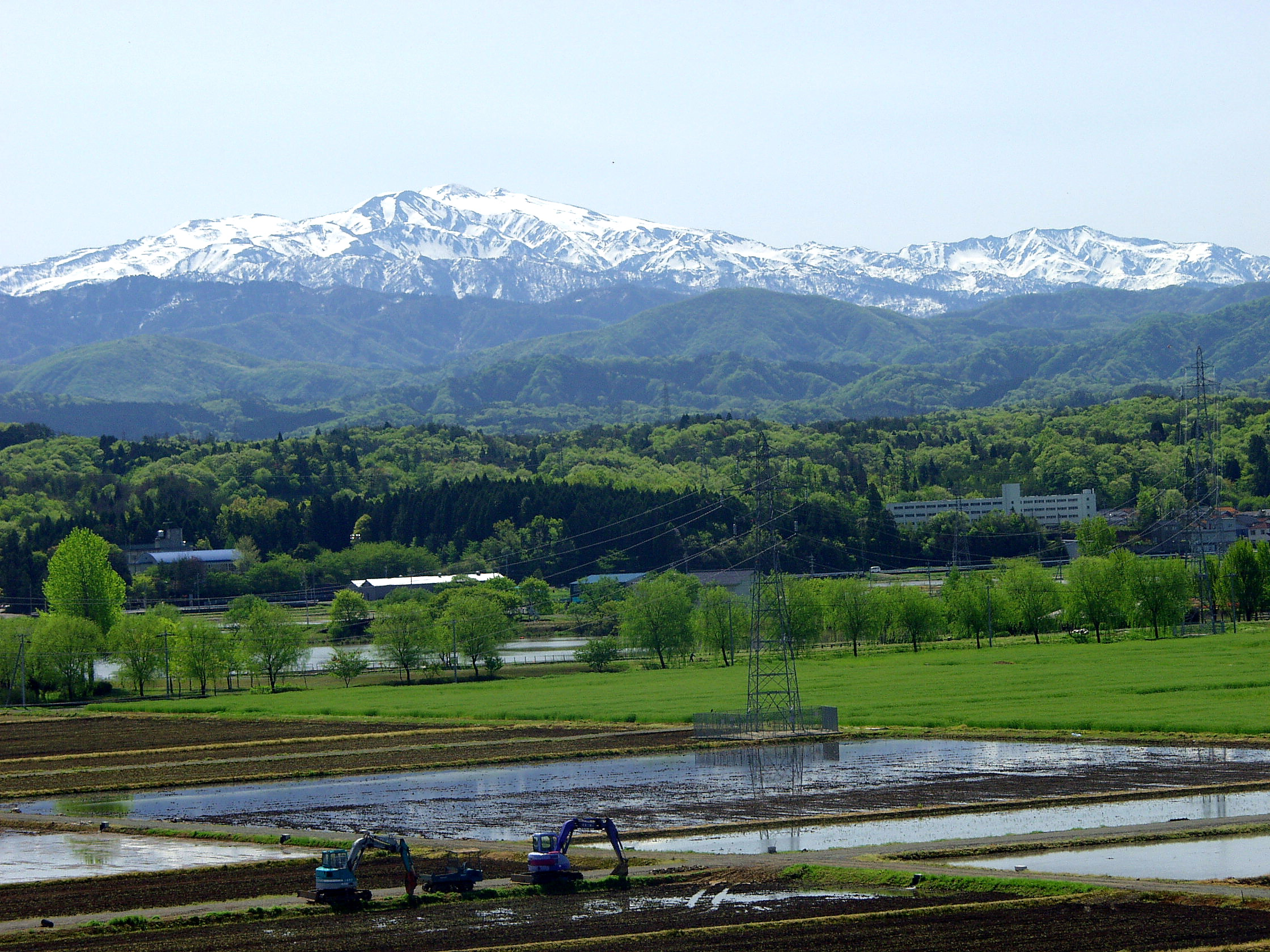
Góra Haku (2702 m) widziana z Komatsu
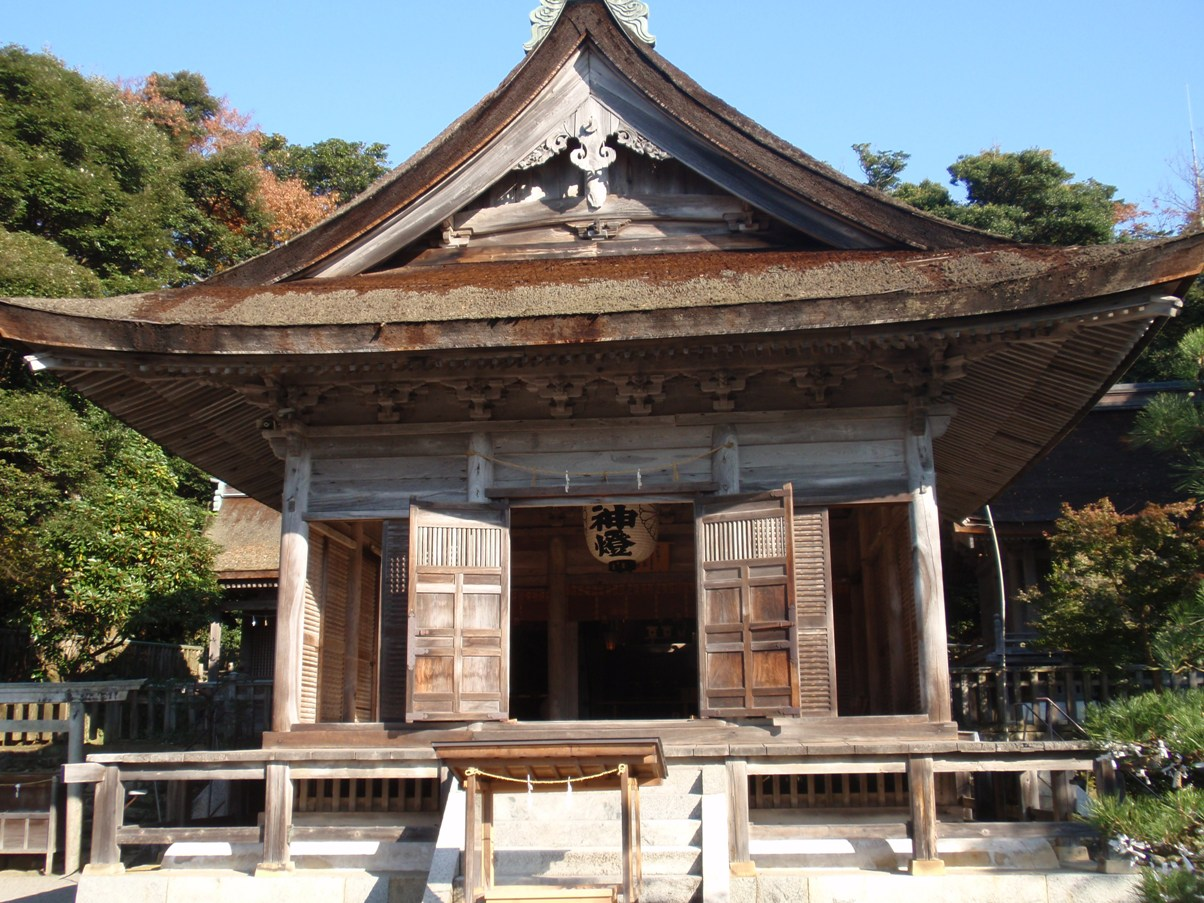
Chram shintō o nazwie Keta (Keta-taisha) w Hakui (w chramie czczony jest kami Ōkuninushi)
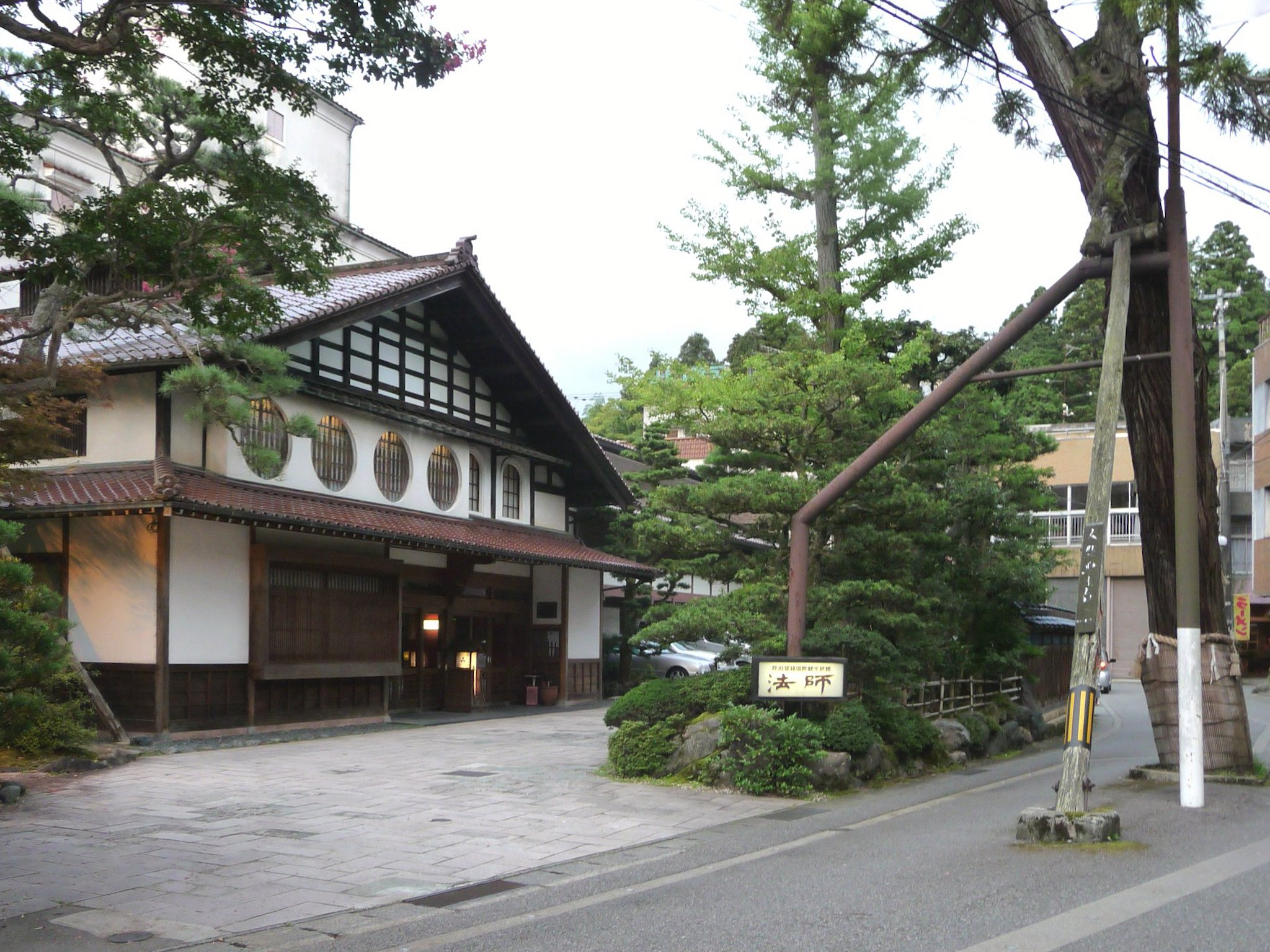
Ryokan Hōshi zał. w 718 roku (cały czas w posiadaniu jednej rodziny)

## Atrakcje lokalne

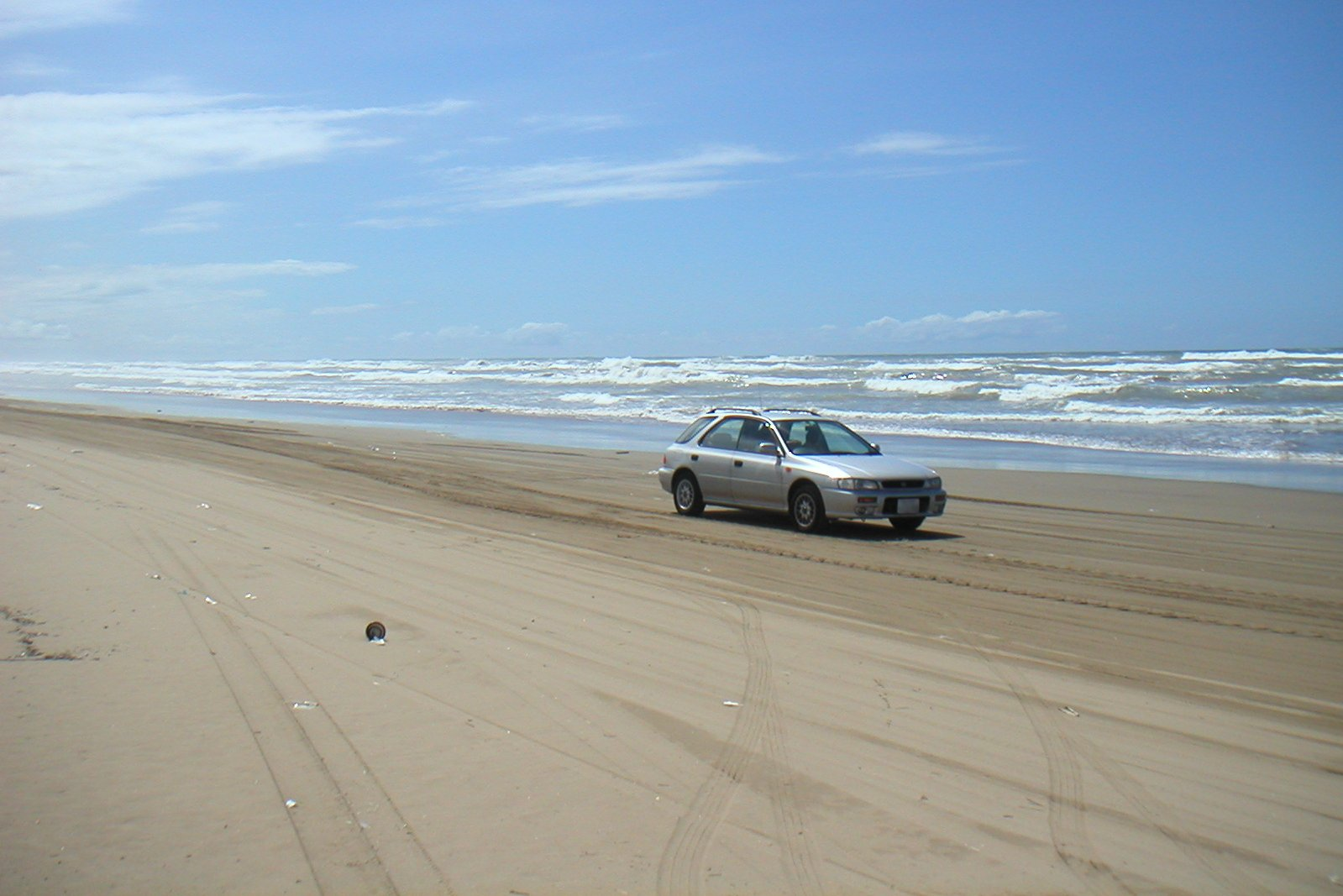
„Autostrada plażowa” Chirihama Beach Driveway

### „Autostrada plażowa”
Ta słynna plaża o długości 8 km i szerokości 50 m znajduje się w powiecie Hakui. Tworzy ją mocno zagęszczony, drobny piasek, wystarczająco twardy, aby można po nim jeździć. Średnica cząstek zwykłego piasku plażowego wynosi około 0,5 mm do 1 mm, podczas gdy średnica piasku na plaży Chirihama ma jedną czwartą zwykłego rozmiaru. Z tego powodu woda morska może łatwo przenikać do piasku, powodując mocne ściśnięcie jego ziarn.

### Hakui – „miastoUFO”
W związku z licznymi obserwacjami UFO w regionie Hakui, także w dalekiej przeszłości, aby zwiększyć atrakcyjność turystyczną, władze utworzyły Space and UFO Museum Cosmo Isle Hakui oraz zaaranżowały dekoracyjnie pod tym kątem wiele miejsc na terenie miasta. Muzeum, współpracujące z NASA, jest poświęcone głównie badaniom przestrzeni kosmicznej, ale znajduje się tam także dział prezentujący UFO, w tym rozbicie statku obcych w Roswell w 1947 roku.